# Laka

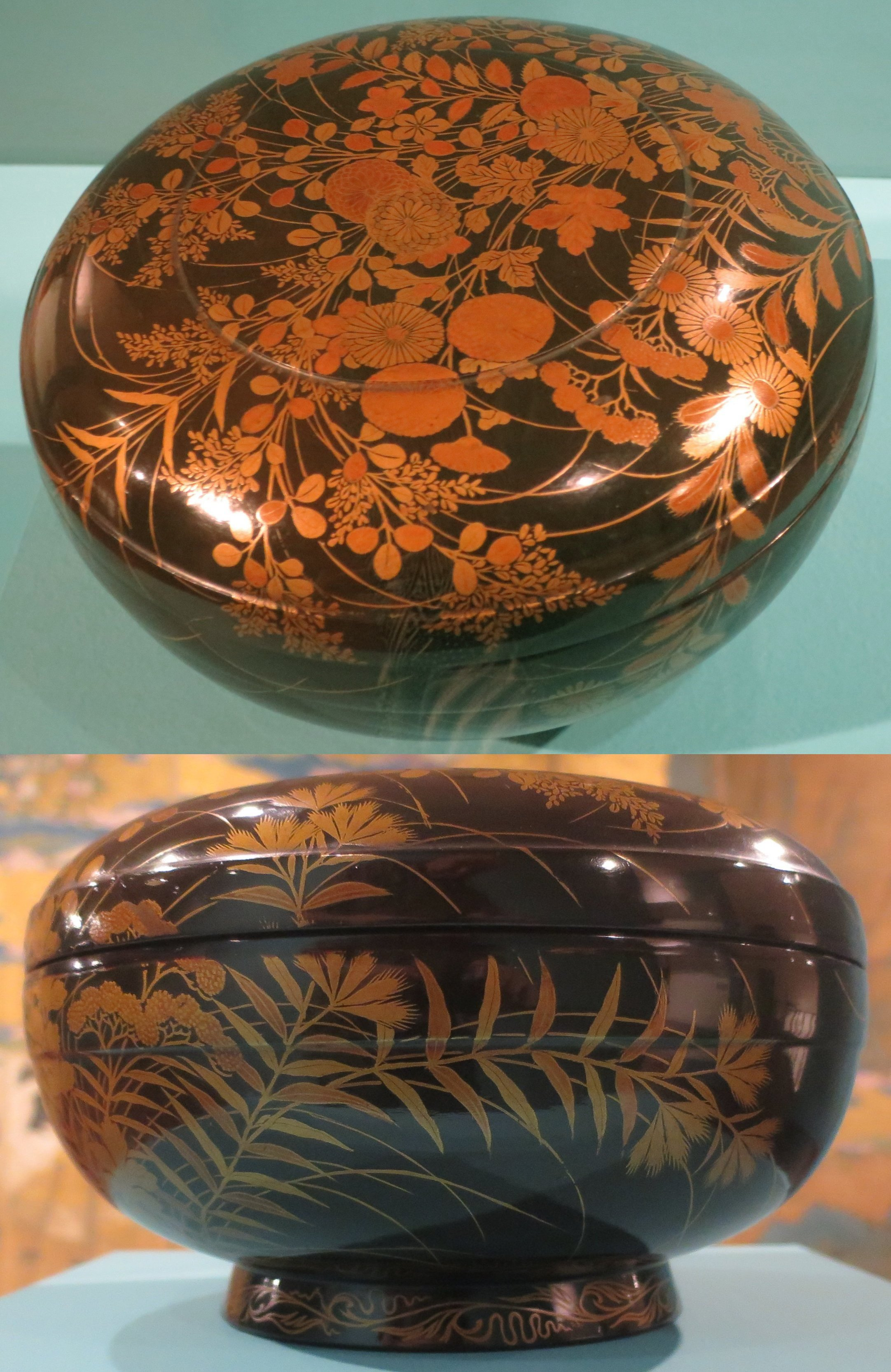
Japońskie pudełko z okresu Azuchi-Momoyama (1573–1615), Honolulu Museum of Art

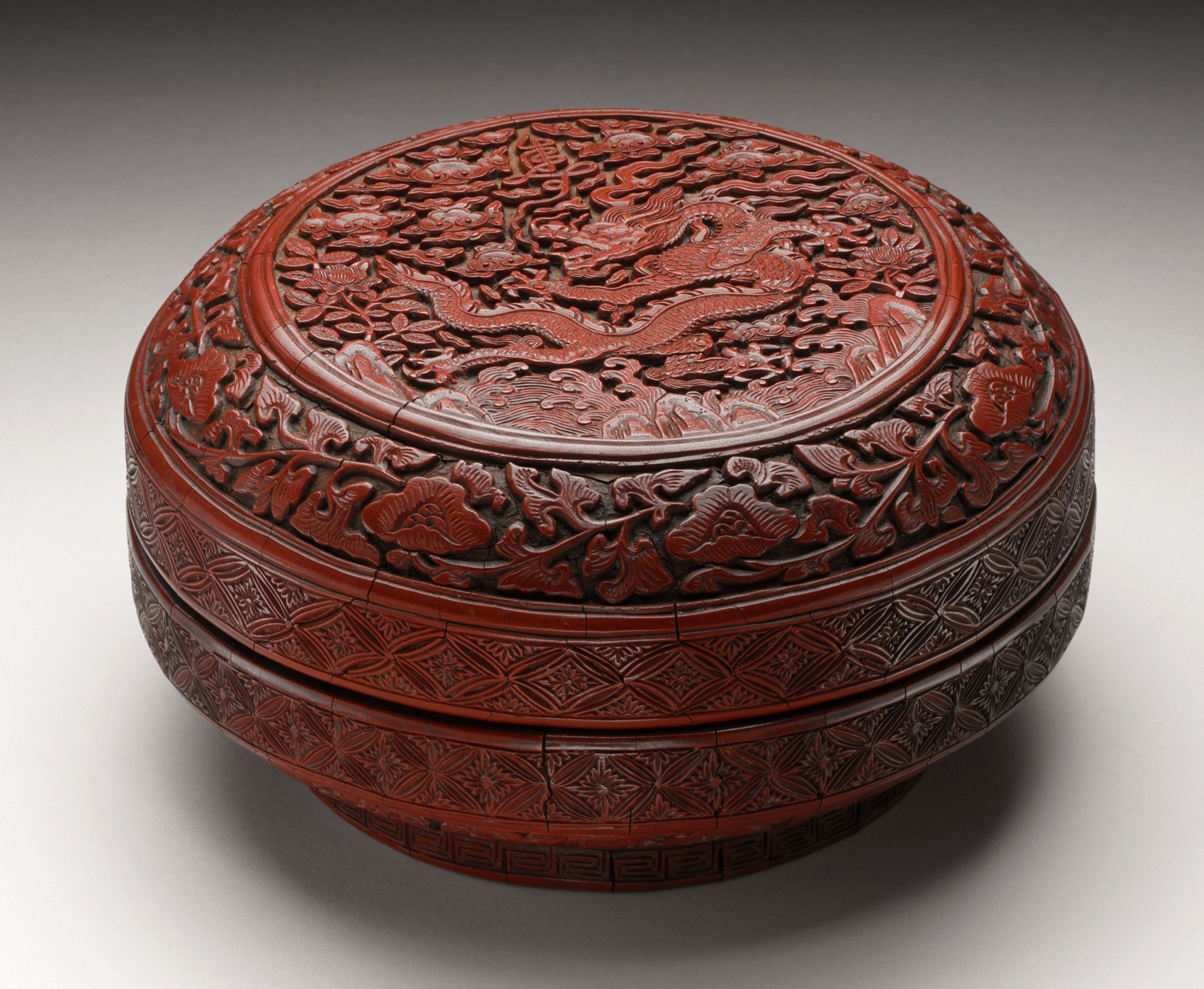
Chińskie pudełko z czerwonej, rzeźbionej laki, wykonane w okresie panowania cesarza Jiajinga (1521–1567). Los Angeles County Museum of Art

Laka, laka orientalna – żywica sumaka lakowego zwanego też werniksowym (Toxicodendron vernicifluum, daw. Rhus vernicifera) rosnącego na południe od rzeki Jangcy, używana w japońskiej i chińskiej sztuce zdobniczej, często barwiona, także przedmioty zdobione tą techniką.
Żywicę sumaka lakowego uzyskuje się przez nacięcie kory. Gęsty sok wypływa z drzewa w postaci szarej emulsji, ciemnieje na powietrzu, a po odparowaniu wody – twardnieje. Żywicę następnie oczyszcza się i barwi tlenkami metali. Jest odporna na działanie wody, kwasów, alkoholu itp. Laka barwiona była na pięć kolorów: czarny, czerwony, niebieski, zielony i żółty. Poza żywicą sumaka i barwnikami, dodawane są do niej oleje, zwłaszcza pachnotki bazyliowatej.
Szkielet przedmiotu wykonywano głównie z drewna wyszlifowanego i zagruntowanego, czasem oklejonego papierem lub płótnem celem wyrównania powierzchni. Lakowano także skórę, metal, porcelanę, papier mâché, plecionkę bambusową. Lakę nakładano wielokrotnie (od kilku do kilkuset razy), a przed nałożeniem kolejnej warstwy po stwardnieniu powierzchnia była dokładnie polerowana. Liczba nakładanych warstw zależała od techniki zdobienia. Przy gładkich tłach wystarczyło kilka warstw, przy rzeźbieniu nawet kilkaset.
Laka stanowiła tło dla dekoracji. Techniki zdobienia laki ogólnie można podzielić na inkrustację, rzeźbienie i prószenie. Dwie pierwsze techniki pochodzą ze sztuki chińskiej, prószenie (maki-e) jest wkładem Japonii. Czarną i czerwoną laką pokrywano tace, grzebienie, biżuterię (spinki do włosów, wisiorki), gliniane naczynia, a nawet zbroje i trumny.
Laka jest stosowana też w tradycyjnej technice kintsugi jako spoiwo elementów ceramiki, które pokrywane jest opiłkami złota lub srebra (gintsugi). W przeciwieństwie do używanych we „współczesnym kintsugi” żywic epoksydowych, laka pozwala na bezpieczny kontakt naprawionego naczynia z żywnością.

## Historia
Najstarsze wyroby z laki pochodzą z IV tysiąclecia p.n.e. Przez wieki sztuka zdobienia laką prawie zanikła, odrodziła się ponownie w okresie Heian. Laka służyła wtedy do wyrobu bądź zdobienia naczyń, mebli, pędzli do kaligrafii, powozów, ołtarzy. Stosownie do dokładności wyrobu, pokrywano go od trzech do nawet kilkuset warstw laki. Za panowania Tangów pojawia się laka czerwona, rzeźbiona. Proces zdobienia tym rodzajem laki polegał na wielokrotnym pokrywaniu powierzchni żywicą i podrzeźbianiu ornamentu w każdej warstwie, co nadawało temu zdobieniu przestrzenności.
Przedmioty z laki jako pierwsi sprowadzili do Europy w XVI wieku jezuici. Laka stała się popularna w XVII i XVIII wieku, kiedy to przywożono ją w ramach handlu prowadzonego przez Kompanie Wschodnioindyjskie. 

### Laka chińska

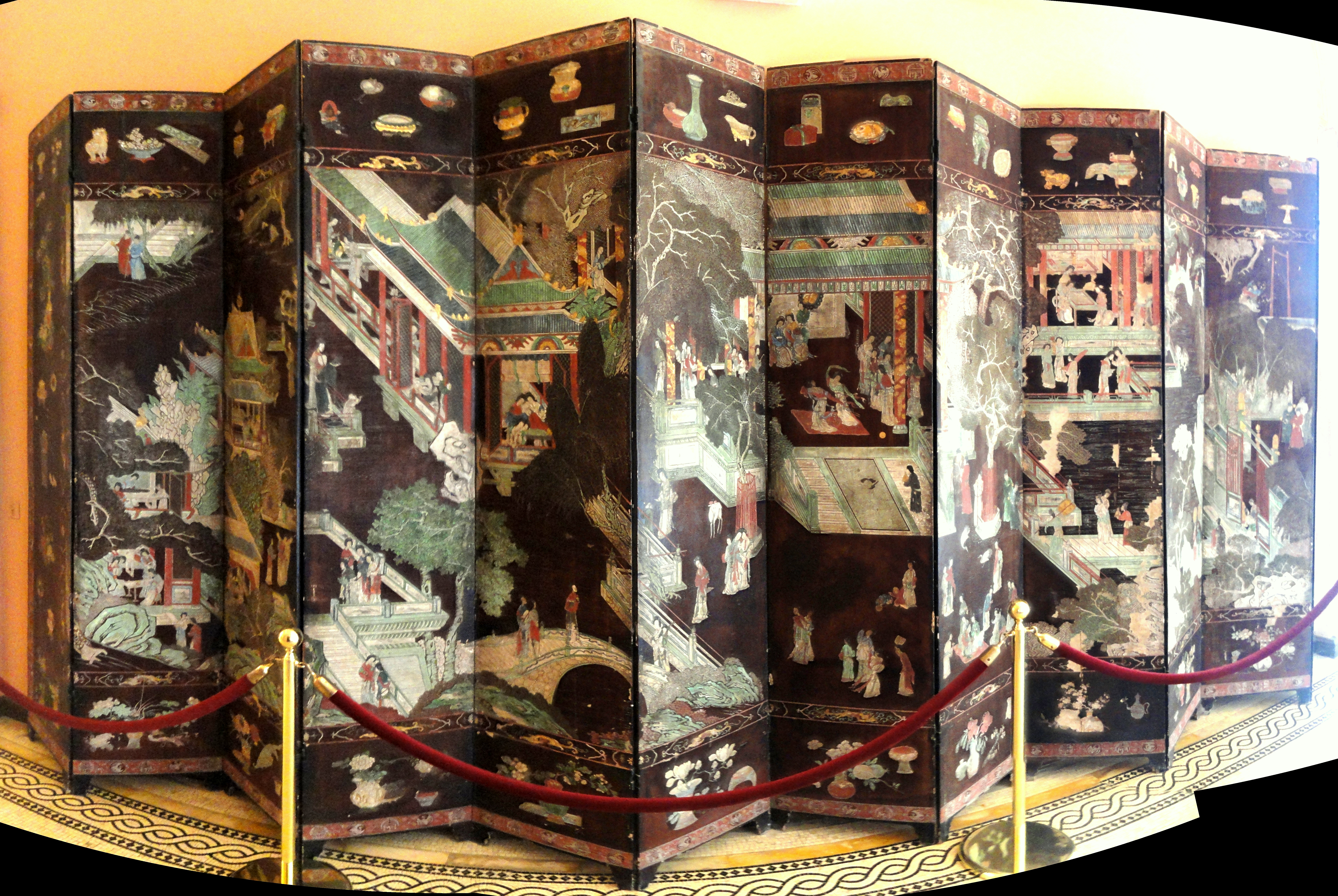
Parawan z laki koromandelskiej

Od najdawniejszych czasów w Chinach laką ozdabiano pudełka, czarki i inne luksusowe przedmioty. W czasach dynastii Han zdobiona motywami geometrycznymi i inkrustacjami (ze srebra, jadeitu, korala). W czasach dynastii Song wytwarzano przedmioty pokryte na gładko czarną lub czerwoną laką. Charakterystyczne dla sztuki chińskiej są wyroby z laki rzeźbionej, których początków należy szukać w czasach dynastii Tang. Na przedmioty nakładano warstwy laki czerwonej i czarnej (stosowano nawet do 300 warstw), a następnie, zanim laka stwardniała, wykonywano w niej dekoracje rzeźbiarskie. Typowe dla Chin są przedmioty z czerwonej laki, ozdobione finezyjnie rzeźbionymi motywami krajobrazowymi, roślinnymi, figuralnymi, łączone z ornamentami geometrycznymi
Od XVI wieku w Chinach zaczęto wytwarzać lakę wielobarwną (laka koromandelska). Szczególnie znane są wyrabiane tą techniką parawany.

### Laka japońska

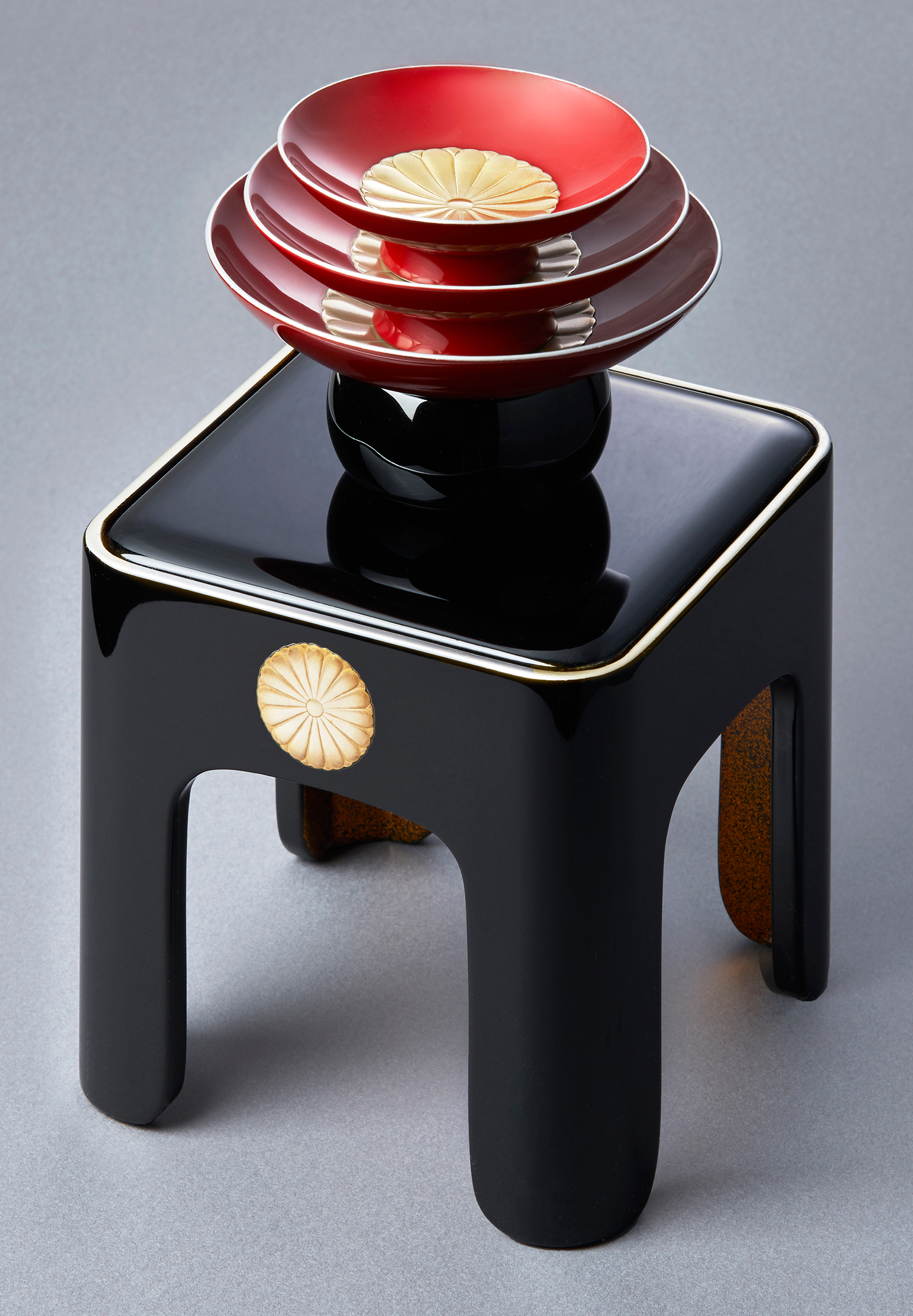
Zestaw czarek do sake z podstawką, ozdobione cesarską chryzantemą, jako nagroda od rządu Japonii

Technika dekorowania laką pojawiła się w Japonii ok. 5000–4000 p.n.e., a jej szczególny rozkwit trwał od VI do XVII wieku. Początek rozwoju tej gałęzi sztuki w VI wieku wiąże się z przyjęciem buddyzmu przez Japonię za pośrednictwem Korei. Przez dwa następne stulecia powtarzano motywy i techniki chińskie, w IX wieku pojawiły się nowe koncepcje zdobnicze. W miejsce stosowanych przez Chińczyków symetrycznych motywów ze stylizowanymi roślinami i geometrycznymi wzorami pojawiły się swobodne kompozycje – pejzaże i scenki z kwiatami i zwierzętami. Treść tych przedstawień miała źródło w poezji, filozofii, historii.
Zasadą stosowaną w zdobnictwie japońskim była asymetria. W dekoracji pojawia się kompozycja narożnikowa, gdzie motyw zajmuje jeden narożnik, a reszta przedmiotu jest niezdobiona. Czasem dekoracja wykonana na wieku np. puzderka „przechodziła” na jedną ze ścian przez kanty przedmiotu.
Charakterystyczny dla laki japońskiej jest sposób dekoracji sproszkowanymi metalami szlachetnymi (maki-e) nakładanymi na jeszcze niestwardniałą warstwę laki. Inną techniką stosowaną w Japonii było wykonanie rytego w lace wzoru, a następnie wypełnienie go srebrem lub złotem w postaci folii lub proszku. Od XV wieku w Japonii zaczęto stosować przejęty od rzemieślników z Chin sposób rzeźbienia w lace.

### Pseudolaka
Ze względu na modę i wysoką cenę przedmiotów z laki już od XVII wieku zaczęto je podrabiać. Początkowo próbowano odtwarzać technikę zdobienia laką, wykorzystując przemycane do Europy żywice. Następnie próbowano wykonać lakę, stosując szelak, sandarak i inne dostępne w Europie żywice. Ta technika nazywana jest laką europejską.
W XVIII wieku we Włoszech stosowano technikę dekorowania mebli, polegającą na przyklejaniu na mebel miedziorytów i zabezpieczaniu ich werniksem. Technika ta zwana lacca contrafatta miała udawać oryginalne zdobienia z laki.